# Shenzhou 15
Shenzhou 15 (chinesisch 神舟十五號 / 神舟十五号, Pinyin Shénzhōu Shíwǔ Hào) war die vierte bemannte Mission des Büros für bemannte Raumfahrt zur Chinesischen Raumstation. Während dieser Mission wurde die Bauphase der Chinesischen Raumstation abgeschlossen; am 24. Februar 2023 begann offiziell die Nutzungs- und Erweiterungsphase.
Der Start der dreiköpfigen Besatzung mit einer Trägerrakete vom Typ Langer Marsch 2F/G vom Kosmodrom Jiuquan erfolgte am 29. November 2022, die Rückkehr am 3. Juni 2023. Mit 186 Tagen im All war dies die bis dahin längste Mission des Büros für bemannte Raumfahrt.

## Sicherheitsaspekte
Für die dritte Phase des Bemannten Raumfahrtprogramms, also Bau und Betrieb einer ständig besetzten Raumstation, was zwei Flüge pro Jahr erforderte, hatte man die Zuverlässigkeit der Trägerrakete Langer Marsch 2F/G von 97 % auf 98 % erhöht. Bei der Für diesen Start vorgesehenen Rakete mit der Seriennummer Y15 wurden im Vergleich zur vorangegangenen Mission 45 kleinere Verbesserungen vorgenommen, was die Zuverlässigkeit auf 98,95 % erhöhte.
Hierbei handelt es sich um eine durch Massentests der einzelnen Bauteile ermittelte Zahl, die besagt, dass es unter Annahme einer gleichbleibenden Zuverlässigkeit der Zulieferbetriebe bei jedem Start mit einer Wahrscheinlichkeit von 1,05 % zu einer Fehlfunktion kommt, die es nötig macht, dass die Mannschaft sich – zum Beispiel bei einem Brand auf der Startrampe – durch einen Stoffschlauch in einen Bunker unter der Startrampe fallen lässt oder – nachdem sie im Raumschiff Platz genommen hat – die Rettungsrakete an der Spitze das Raumschiff von der Trägerrakete wegzieht, sodass es mit den ausklappbaren Gitterflossen an der Nutzlastverkleidung und seinem Fallschirm landen kann.
Da sich 1,5 km nordwestlich der Startrampe, von der die bemannten Raumflüge starten, das Raumfahrzeugmontagegebäude befindet, und etwa die gleiche Distanz nordöstlich eine weitere Startrampe für kleinere Raketen, darf die Rettungsrakete das Raumschiff nur in einen gut halbkreisförmigen Bereich südlich dieser Einrichtungen befördern. Ursprünglich waren die Triebwerke der Rettungsrakete so eingestellt, dass das Raumschiff etwa 500 m südöstlich der Startrampe gelandet wäre. Bei ungünstigem Wind bestand jedoch eine gewisse Gefahr, dass das Raumschiff in brennende Raketentrümmer fiel. Daher entschied man sich dafür, ab Shenzhou 15 der Flugbahn der Rettungsrakete eine stärkere horizontale Komponente zu geben und die Richtung so zu ändern, dass das Raumschiff etwa 3 km südlich der Startrampe landen würde. Nach Berechnungen der Experten bestand nun eine Wahrscheinlichkeit von 99,996 %, dass die Mannschaft einen Fehlstart überleben würde, gegenüber 99,7 % bei Shenzhou 5 bis Shenzhou 14.
Die mit der Treibstoffkombination 1,1-Dimethylhydrazin und Distickstofftetroxid betriebenen Raketen der Serie Langer Marsch 2 können prinzipiell bei Außentemperaturen von −20 °C bis +40 °C starten, wobei die Temperatur um die Triebwerke durch Klimatisierung der bis kurz vor dem Start durch Flügeltüren verschlossenen Startrampe bei 15 °C gehalten wird. Für Starts im Winter (neben Shenzhou 15 bis dahin nur Shenzhou 1 und Shenzhou 4) gibt es zwei Gebläse, die Warmluft in die Nutzlastverkleidung befördern, um die Rückkehrkapsel und das Servicemodul mit den Treibstofftanks des Raumschiffs bei Raumtemperatur zu halten. Zum Zeitpunkt des Starts von Shenzhou 15 um 11 Uhr abends Ortszeit betrug die Außentemperatur auf dem Kosmodrom Jiuquan −17,3 °C.
Dies war auch wichtig für die sechs Stunden vor dem Start im Raumschiff verstauten  Fadenwürmer und Pflanzen, die die Raumfahrer zu Versuchszwecken mit zur Station nahmen, ebenso wie die frischen Äpfel und Weintrauben, die die Tiefkühlkost und Trockennahrung im All ergänzen sollten.

## Besatzung
Am 28. November 2022 wurden die Namen der Besatzungsmitglieder offiziell bekanntgegeben:
- Fei Junlong, Kommandant, zweiter Raumflug
- Deng Qingming, erster Raumflug
- Zhang Lu, erster Raumflug

Fei Junlong und Deng Qingming gehören zur ersten Generation der chinesischen Raumfahrer von 1998, Zhang Lu wurde 2010 in das Raumfahrerkorps aufgenommen. Mit einem Durchschnittsalter von 53 Jahre ist dies die bislang älteste Mannschaft im Bemannten Raumfahrtprogramm der Volksrepublik China.
Dennoch stellten die Männer mit vier Außenbordeinsätzen während der Mission einen neuen chinesischen Rekord auf.

## Missionsverlauf

Gruppenfoto nach der Ankunft. Hinten von links nach rechts Deng Qingming, Liu Yang, Cai Xuzhe, Zhang Lu, vorne Chen Dong und Fei Junlong.

Sechseinhalb Stunden nach dem Start vom Kosmodrom Jiuquan koppelte das Raumschiff am 29. November 2022 um 21:42 Uhr UTC an der vorderen Bugschleuse des Kernmoduls Tianhe an.
Zu diesem Zeitpunkt befand sich die Mannschaft von Shenzhou 14, deren Raumschiff an der Nadirschleuse des Kernmoduls angedockt war, noch an Bord. Die Besatzung von Shenzhou 15 begab sich von der Rückkehrkapsel in das Orbitalmodul ihres Raumschiffs und wechselte von den Schutzanzügen für den Flug in die blauen Bordanzüge, während der Innendruck des Raumschiffs an den Luftdruck in der Raumstation angeglichen wurde. Zwei Stunden nach der Ankoppelung, um 23:33 Uhr UTC, öffneten die jeweiligen Kommandanten Chen Dong und Fei Junlong die Luke der Kugelschleuse bzw. des Raumschiffs.
Die Mannschaft von Shenzhou 15 wechselte in die Station und wurde von ihren Kollegen willkommen geheissen.
Die offizielle Schlüsselübergabe, bei der die Position des Stationskommandanten von Chen Dong auf Fei Junlong überging, fand am 2. Dezember 2022 statt.
Wenn zwei Raumschiffe der gleichen Bauart angedockt sind, gestaltet sich der Funkverkehr zwischen den Raumschiffen und den Bodenstationen sowie zwischen den Raumschiffen untereinander schwierig. Die Herstellerfirma ergriff jedoch Maßnahmen, um die beiden Raumschiffe voneinander unterscheiden zu können. Dies ist zunächst für die durch die unterschiedliche Besonnungssituation bedingte unterschiedliche Klimatisierung der beiden Raumschiffe nötig (alle Komponenten der Raumstation sind über Löcher in den Ringen der Koppeladapter an einen gemeinsamen Kühlkreislauf angeschlossen), aber auch für die getrennte Abkoppelung im Falle einer plötzlichen Evakuierung. Um bei eventueller Panik Konfusion zu vermeiden und die Evakuierung zu beschleunigen, werden, wenn zwei Raumschiffe gleichzeitig angedockt sind, neben den Luken der Kugelschleuse „Hausnummern“ angeklebt. Die Druckliegen in den Raumschiffen sind den einzelnen Raumfahrern individuell angepasst – jeder muss zu seinem eigenen Raumschiff.
Nach gut vier Tagen, am 4. Dezember 2022 um 03:01 Uhr UTC verließ die Besatzung von Shenzhou 14 die Station, um neun Stunden später auf dem Ostwind-Landeplatz in der Nähe des Kosmodroms Jiuquan zu landen.
Die Lebenserhaltungssysteme der Station mit zwei Toiletten hätten jedoch auch einen bis zu zehntägigen Aufenthalt von sechs Personen ermöglicht, falls eine planmäßige Rückkehr wegen schlechtem Wetter oder Ähnlichem nicht möglich gewesen wäre.
Die Einstellungen am Lebenserhaltungssystem sind in den beiden Betriebsmodi „drei Personen“ und „sechs Personen“ unterschiedlich und mussten nach der Abreise der alten Besatzung zurückgesetzt werden, um eine Überlastung zu vermeiden.
In den ersten Wochen der Mission wurden neben der Montage und Entriegelung von Geräten in den Laborschränken des Wissenschaftsmoduls Mengtian vor allem zellbiologische und botanische Experimente mit Organismen durchgeführt, die mit dem Raumschiff zur Station gebracht worden waren und eine begrenzte Lebensdauer besaßen.
Auch neues Gemüse, das neben seiner Funktion als Nahrungsergänzung auch der Dekoration dient, wurde gesät. Zu diesem Zeitpunkt stand der von Cai Xuzhe zu Beginn der Mission Shenzhou 14 gesäte Weizen noch in üppigem Grün.
Wie sich bereits 2016–2018 im Raumlabor Tiangong 2 gezeigt hatte, wachsen Pflanzen unter den Bedingungen der Schwerelosigkeit zwar langsamer, leben aber wesentlich länger als auf der Erde.

### Detektor für energetische Partikel
Am 7. Januar 2023 wurde an der Außenwand der Schleusensektion im hinteren Teil des Wissenschaftsmoduls Wentian ein vom Nationalen Zentrum für Weltraumwissenschaften entwickelter und gebauter Detektor für energetische Partikel installiert. Hierbei wurde erstmals die Frachtschleuse des Wissenschaftsmoduls Mengtian verwendet. Ein Außenbordeinsatz war nicht nötig. Stattdessen platzierten die Raumfahrer das Gerät in der Schleuse und ergriffen es von außen mit dem kleinen aber präzisen mechanischen Arm des Wissenschaftsmoduls Wentian, der mit dem großen Arm des Kernmoduls Tianhe zu einem langen Arm mit einer Reichweite von 14,5 m zusammengekoppelt war. Sie hoben den Detektor zum anderen Ende der Raumstation und schoben ihn in seinen Steckplatz. Um 10:02 Uhr UTC war der Detektor platziert, um 11:18 Uhr UTC wurde der Strom eingeschaltet. Alle vier Messmodule des Detektors (Protonen mittlerer Energie, Elektronen mittlerer Energie, Neutronen, Partikel aller Art) funktionierten einwandfrei.
In den folgenden zehn Jahren dient der Detektor neben der Grundlagenforschung zum Weltraumwetter im erdnahen Raum (man interessiert sich speziell für von der Erdatmosphäre zurückgestrahlte Neutronen) und der Lieferung von Parametern zur Teilchenstrahlung für materialwissenschaftliche und biologische Experimente vor allem der Sicherheit von Station und Besatzung. Mehr als 40 % der Fehlfunktionen bei Raumflugkörpern werden durch Teilchenstrahlung hervorgerufen, wobei Partikel mit relativ niedriger Energie eine elektrostatische Aufladung von Leiterplatten und elektronischen Bauelementen verursachen können, was wiederum zu einem Spannungsdurchschlag führen kann. Partikel mit hoher Energie verursachen dagegen sogenannte „Bitflips“, bei denen der Zustand eines Bits im Bordrechner geändert wird, was wiederum zu falschen Befehlszeilen führt. 
Mit dem Detektor kann man Fehlfunktionen besser lokalisieren und beheben sowie die noch zu erwartende Lebensdauer von wichtigen Komponenten abschätzen. Außerdem liefert er präzise Daten zur Festsetzung des Zeitfensters für Außenbordeinsätze.
Die bei dieser Aktion gemachten Videoaufnahmen wurden vom Büro für bemannte Raumfahrt mit später aufgenommenen Erläuterungen von Zhang Lu und des für die Konstruktion der Frachtschleuse verantwortlichen Ingenieurs bei der Shanghaier Akademie für Raumfahrttechnologie zu einem Online-Kurs für Schüler zusammengeschnitten und am 18. Mai 2023 auf dem Weibo-Kanal der Dienststelle veröffentlicht. In den ersten sieben Stunden wurde das Video dort 40.000 mal abgerufen.

### Bildgebender Plasmadetektor
Im weiteren Verlauf wurde auf die gleiche Art, also ohne Außenbordeinsatz, ein bildgebender Plasmadetektor durch die Frachtschleuse nach außen gebracht und zu seinem Steckplatz am Wissenschaftsmodul Wentian gebracht.
Das ebenfalls vom Nationalen Zentrum für Weltraumwissenschaften entwickelte Gerät besitzt eine ausklappbare Langmuir-Sonde zur Messung von Elektronendichte und Elektronentemperatur sowie der entsprechenden Parameter für Ionen. Mit dem Ionen-Bildgeber kann eine dreidimensionale Darstellung der Ionenverteilung im Orbit der Raumstation erzeugt werden. Es wird die Zusammensetzung und Geschwindigkeit des Plasmas sowie das elektrische Potential, also die elektrische Aufladung auf der Außenwand der Raumstation gemessen, die langfristig zur Erosion des Materials führt.
Außerdem sollen mit dem Gerät die Störungen und Veränderungen in der Ionosphäre  bei mittleren und niedrigen Breitengraden dokumentiert werden, um so das Modell des Bereichs der Ionosphäre zu verbessern, in dem sich die Raumstation bewegt. Mit ihrer Flughöhe von 340–450 km befindet sich die Raumstation in der F2-Schicht, also derjenigen Schicht der Ionosphäre mit der höchsten Plasmadichte. Die F2-Schicht stört die Signale von Navigationssatelliten relativ stark, und die Raumstation mit ihrer langen Verweildauer im Orbit bildet eine ideale Plattform, um dies näher zu untersuchen. Derzeit werden die Messwerte des Plasmadetektors noch durch die Daten des Erdbeobachtungssatelliten Zhangheng-1 ergänzt, der – für seismologische Forschungen – ähnliche Messgeräte besitzt, aber in einer Höhe von 500 km in einer Polarbahn um die Erde kreist.
Insgesamt wurden während der Mission sechs Außennutzlasten ohne Außenbordeinsatz installiert, nur mit Schleuse und mechanischem Arm.

### Außenbordeinsätze
Ein erster, gut siebenstündiger Außenbordeinsatz wurde am 9. Februar 2023 von Fei Junlong und Zhang Lu durchgeführt. Fei Junlong, der um 09:10 Uhr UTC als erster die Hauptschleuse im Wissenschaftsmodul Wentian verließ, ließ sich von den beiden zu einem langen Arm zusammengekoppelten mechanischen Armen der Station zum Einsatzort am Wissenschaftsmodul Mengtian tragen, wobei er eine dort zu montierende Pumpeneinheit für den Kühlkreislauf des Moduls mitnahm, während der 11 Jahre jüngere Zhang Lu an den Wänden der Module entlangkletterte, die Kugelschleuse in der Mitte der Station mithilfe der von der Vorgängerbesatzung montierten „Gebäudebrücken“ überwindend. Nachdem die Pumpeneinheit installiert und getestet war, mussten die beiden am Kernmodul Tianhe zwei große Fußverankerungsplattformen abnehmen und am Wissenschaftsmodul Mengtian montieren, wo sie später für die Installation großer Geräte benötigt wurden. Fei Junlong befestigte eine der Verankerungsplattformen am mechanischen Arm und hielt die zweite in der Hand, während er mit dem mechanischen Arm durch den engen Raum zwischen dem Ende des Kernmodul-Solarzellenflügels und dem daran vorbeirotierenden Solarzellenflügel des Wissenschaftsmoduls hindurchgehoben wurde. Deng Qingming überwachte am Bildschirm im Inneren des Kernmoduls den mechanischen Arm – in einer kritischen Situation hätte er den Arm mit einem Notausschalter stoppen können – während Zhang Lu den Stationskommandanten bei der korrekten Positionierung der Plattformen unterstützte.
Nach Abschluss der Montagearbeiten kehrte zuerst Zhang Lu in die Station zurück, danach auch Fei Junlong.
Um 16:16 Uhr UTC war der Einsatz beendet.
Ein weiterer Außenbordeinsatz erfolgte drei Wochen später am 2. März 2023.
Dieses Mal kam nicht der mechanische Arm zum Einsatz, sondern Fei Junlong und Zhang Lu kletterten an der Außenwand der Station entlang zum Einsatzort, wobei beschattete Stellen rasch durchquert werden mussten. Fei Junlong hatte an einem Gerät am Heck des Kernmoduls Tianhe fast 20 Datenleitungen anzuschließen; er musste zunächst an der jeweiligen Buchse eine Schutzkappe entfernen und dann einen rechteckigen Stecker mit fast 50 Kontakten einführen. Die Raumfahrer hatten das sowohl im Wassertank auf der Erde als auch – unter realistischeren Bedingungen – in der unter Vakuum gesetzten Luftschleuse des Wissenschaftsmoduls Wentian geübt. Aber da sich Fei Junlong mit einer Hand festhalten musste, um zu verhindern, dass er sich in der Schwerelosigkeit beim Eindrücken des Steckers von der Raumstation wegschob – Zhang Lu konnte ihn nur an einem Fuß festhalten – gestaltete sich der Einsatz ausgesprochen schwierig.
Bei einem dritten Außenbordeinsatz am 30. März 2023 mussten Fei Junlong und Zhang Lu vom Wissenschaftsmodul Wentian zum Wissenschaftsmodul Mengtian führende Datenleitungen installieren, wobei, da die Leitungen am vorderen und hinteren Ende jeweils einen Stecker besaßen, mehr als 40 Verbindungen herzustellen waren. Diesmal verankerte sich Fei Junlong mit den Füßen auf dem mechanischen Arm. Am Einsatzort angekommen, musste er jedoch feststellen, dass er auf diese Art die Buchsen nicht erreichen konnte. Daraufhin änderten die beiden den Plan. Fei Junlong umklammerte, sozusagen als Verlängerung des mechanischen Arms, Zhang Lus Beine und drückte mit der anderen Hand gegen seinen Rücken bzw. Tornister, während Zhang Lu die Stecker einschob.
Der vierte Außenbordeinsatz der Mission fand am 15. April 2023 statt. Dafür wurde der kurze mechanische Arm der Station an den langen Arm gekoppelt. Der kombinierte Arm hatte nun eine Reichweite von 14,5 m. Dies war nötig, da Fei Junlong und Zhang Lu an den aufgeklappten Außennutzlast-Plattformen des Wissenschaftsmoduls Mengtian, am von der Schleuse im Wissenschaftsmodul Wentian am weitesten entfernten Punkt der Station, Stütztstreben zu montieren hatten.
Die hohe Zahl von Außenbordeinsätzen wurde unter anderem durch das Ruderergometer im Wissenschaftsmodul Mengtian ermöglicht, mit dem die Raumfahrer nach einem vom Chinesischen Raumfahrer-Ausbildungszentrum vorgegebenem Trainingsplan die Muskulatur in Armen, Beinen und Hüfte kräftigen.
Die Mannschaft befand sich am 15. April 2023 bereits viereinhalb Monate im All, Fei Junlong war zu diesem Zeitpunkt 57 Jahre alt.

## Rückkehr
Die Landung der Mannschaft war für den 4. Juni 2023 um 06:30 Uhr Ortszeit angesetzt. Zu diesem Zeitpunkt herrschte in der Inneren Mongolei Frühsommer, der Beginn der Regenzeit. Für den Ostwind-Landeplatz unweit des Kosmodroms Jiuquan war bewölkter Himmel und am Boden Windstärke 3–4, also etwa 3–8 m/s vorhergesagt. Das war nicht optimal, aber da das Shenzhou-Raumschiff bei Höhenwinden von bis zu 70 m/s und Bodenwinden von bis zu 15 m/s landen kann, sprach sich der Meteorologentrupp des Kosmodroms Jiuquan (酒泉卫星发射中心气象团队) nach Konsultierung alter Wetteraufzeichnungen und eingehender Beratung dafür aus, den Termin wahrzunehmen.
Nachdem die Mannschaft die letzten Daten ihrer Experimente an die Erde gefunkt hatte, koppelte das Raumschiff Shenzhou 15 am 3. Juni 2023 um 13:29 Uhr UTC von der Raumstation ab.
Um 21:42 Uhr UTC wurde das Orbitalmodul vom vorderen Ende der Rückkehrkapsel abgetrennt, danach zündeten die Triebwerke des Servicemoduls, um die Landung einzuleiten. Schließlich wurde auch das Servicemodul abgetrennt und die Rückkehrkapsel trat in die Atmosphäre ein. Um 22:33 Uhr UTC landete die Kapsel trotz des Windes mit 100° 03' 53" östlicher Länge und  41° 38' 03" nördlicher Breite fast an der vorberechneten Stelle.
Die Kapsel kippte – wie fast immer – bei der Landung um, sodass die Unterseite mit dem Gammastrahlen-Höhenmesser, der für die Zündung der vier Bremstriebwerke einen Meter über dem Boden zuständig war, exponiert war.
Eine der ersten Handlungen der Bergungsmannschaft, 16 Minuten nach der Landung, war es, auf der Strahlenquelle eine Schutzkappe zu befestigen.
Um 23:09 Uhr UTC hatten alle drei Raumfahrer die Landekapsel verlassen. Mit einem Durchschnittsalter von fast 54 Jahren war dies die bis dahin älteste Besatzung des bemannten Raumfahrtprogramms. Die Raumfahrer waren in guter Verfassung, dennoch gab es wie bei Shenzhou 14 kein Gruppenfoto für die Presse, sondern jeder Raumfahrer wurde, sobald er die Kapsel verlassen hatte – gegen die kühlen Morgentemperaturen durch einen Schlafsack geschützt – in den ihm zugewiesenen Lastwagen mit den medizinischen Einrichtungen getragen.
Knapp acht Stunden nach der Landung kamen die drei Raumfahrer mit dem Flugzeug in Peking an und begaben sich in Quarantäne.
Am 31. Juli 2023, zwei Monate nach der Landung, trat die Mannschaft erstmals wieder vor die Presse.
Anschließend sollten sie sich noch eine Weile unter ärztlicher Aufsicht erholen, um dann wieder mit dem regulären Training zu beginnen, auch Deng Qingming und Fei Junlong, die zu diesem Zeitpunkt bereits 57 bzw. 58 Jahre alt waren.
In Fortsetzung eines Experiments auf dem Raumfrachter Tianzhou 1 im Jahr 2017 hatte das Versorgungsraumschiff Tianzhou 5 am 12. November 2022 Stammzellen zur Station gebracht, die sich zu Osteozyten, also Knochenzellen hätten entwickeln sollen. Die Mannschaft nahm diese Zellen bei der Rückkehr im Raumschiff mit zurück zur Erde. Nach einer ersten Untersuchung der Zellen mussten die Wissenschaftler um Yu Luyang (余路阳, * 1977) von der Fakultät für Biowissenschaften der Zhejiang-Universität jedoch Mitte August 2023 feststellen, dass es im Laufe des Ausdifferenzierungsprozesses der Stammzellen Fehlbildungen gegeben hatte, die an Osteoporose erinnerten.
Dies war einerseits enttäuschend, bot aber andererseits die Grundlage für eine mögliche Behandlung dieser Krankheit auf der Erde und bei Langzeitaufenthalten im Weltall.